# Robby Geale
Robert „Robby“ Geale (* 17. April 1962 in Edmonton, Alberta) ist ein ehemaliger kanadischer Eishockeyspieler mit deutscher Staatsangehörigkeit, der in der National Hockey League für die Pittsburgh Penguins und später für den Heilbronner EC in Deutschland spielte.

## Spielerkarriere
Der 1,83 m große Center stand im Kader der Portland Winter Hawks in der kanadischen Top-Juniorenliga WHL, als er beim NHL Entry Draft 1980 von den Pittsburgh Penguins als 156. in der achten Runde ausgewählt wurde. Nach zwei weiteren Spielzeiten in Portland wechselte der Rechtsschütze in die Organisation der Penguins, wo er zunächst beim Farmteam Baltimore Skipjacks in der American Hockey League eingesetzt wurde. In der Saison 1984/85 gab Geale schließlich sein NHL-Debüt für das Franchise aus Pittsburgh. Es blieb jedoch bei einem einzigen Einsatz in der besten Profiliga der Welt und der Stürmer verbrachte seine restliche Zeit in Nordamerika wieder bei den Skipjacks in der AHL.
1986 wechselte der Kanadier in die 2. deutsche Bundesliga zum Heilbronner EC, wo er fortan zusammen mit Steve Pépin eines der torgefährlichsten Sturmduos der gesamten Liga bildete. In dieser Zeit erhielt der Angreifer auch die deutsche Staatsbürgerschaft. Nach dem Abstieg des HEC in die Oberliga und einer einjährigen Zwangspause aufgrund wirtschaftlicher Probleme gehörte Geale noch eine Spielzeit lang zur Mannschaft und beendete dann im Sommer 1991 seine aktive Karriere.

## Karrierestatistik
(Legende zur Spielerstatistik: Sp oder GP = absolvierte Spiele; T oder G = erzielte Tore; V oder A = erzielte Assists; Pkt oder Pts = erzielte Scorerpunkte; SM oder PIM = erhaltene Strafminuten; +/− = Plus/Minus-Bilanz; PP = erzielte Überzahltore; SH = erzielte Unterzahltore; GW = erzielte Siegtore; 1 Play-downs/Relegation; Kursiv: Statistik nicht vollständig)